# Mérens-les-Vals
Mérens-les-Vals è un comune francese di 188 abitanti situato nel dipartimento dell'Ariège nella regione dell'Occitania; è ricordata soprattutto per essere la zona di origine del cavallo omonimo, il Merens.

## Società

### Evoluzione demografica
Abitanti censiti